# Scherma ai Giochi della XVI Olimpiade - Spada individuale maschile
La competizione della spada individuale maschile  di scherma ai Giochi della XVI Olimpiade si tenne il giorno 30 novembre 1956 al Royal Exhibition Building di Melbourne.

## Risultati

### 1º Turno
Quattro gruppi eliminatori i primi quattro classificati accedevano al secondo turno assieme ai tre schermidori delle squadre classificate ai primi quattro posti del torneo a squadre.
| Nazione             | Atleta        |
| ------------------- | ------------- |
| Carlo Pavesi        | Italia        |
| Giuseppe Delfino    | Italia        |
| Edoardo Mangiarotti | Italia        |
| Lajos Balthazár     | Ungheria      |
| József Sákovics     | Ungheria      |
| Béla Rerrich        | Ungheria      |
| René Queyroux       | Francia       |
| Armand Mouyal       | Francia       |
| Daniel Dagallier    | Francia       |
| Bill Hoskyns        | Gran Bretagna |
| Allan Jay           | Gran Bretagna |
| Michael Howard      | Gran Bretagna |

| Pos. | Atleta             | Nazione          | Vittorie | SF | SC | Incontri | Incontri | Incontri | Incontri | Incontri | Incontri | Incontri | Incontri |
| Pos. | Atleta             | Nazione          | Vittorie | SF | SC | CHE      | SHU      | DEL      | GRE      | ASS      | KOR      | YAN      |          |
| ---- | ------------------ | ---------------- | -------- | -- | -- | -------- | -------- | -------- | -------- | -------- | -------- | -------- | -------- |
| 1    | Arnol'd Černuševič | Unione Sovietica | 5        | 25 | 13 | X        | 5-3      | 5-5      | 5-1      | 5-1      | ND       | 5-3      |          |
| 2    | Skip Shurtz        | Stati Uniti      | 4        | 27 | 17 | 3-5      | X        | 4-5      | 5-2      | 5-2      | 5-3      | 5-0      |          |
| 3    | Ghislain Delaunois | Belgio           | 4        | 28 | 22 | 5-5      | 5-4      | X        | 3-5      | 5-1      | 5-4      | 5-3      |          |
| 4    | Émile Gretsch      | Lussemburgo      | 3        | 18 | 16 | 1-5      | 2-5      | 5-3      | X        | 5-2      | 5-1      | ND       |          |
| 5    | Roland Asselin     | Canada           | 2        | 16 | 26 | 1-5      | 2-5      | 1-5      | 2-5      | X        | 5-4      | 5-2      |          |
| 6    | Wäinö Korhonen     | Finlandia        | 1        | 17 | 24 | ND       | 3-5      | 4-5      | 1-5      | 4-5      | X        | 5-4      |          |
| 7    | Alfredo Yanguas    | Colombia         | 0        | 12 | 25 | 3-5      | 0-5      | 3-5      | ND       | 2-5      | 4-5      | X        |          |

| Pos. | Atleta                | Nazione          | Vittorie | SF | SC | Incontri | Incontri | Incontri | Incontri | Incontri | Incontri | Incontri | Incontri | Barrage |
| Pos. | Atleta                | Nazione          | Vittorie | SF | SC | REH      | STR      | LUN      | DEB      | TSI      | SUK      | CAM      | SAN      | Barrage |
| ---- | --------------------- | ---------------- | -------- | -- | -- | -------- | -------- | -------- | -------- | -------- | -------- | -------- | -------- | ------- |
| 1    | Berndt-Otto Rehbinder | Svezia           | 6        | 32 | 16 | X        | 2-5      | 5-3      | 5-3      | 5-3      | 5-1      | 5-1      | 5-0      |         |
| 2    | Günter Stratmann      | Germania         | 5        | 31 | 19 | 5-2      | X        | 2-5      | 5-4      | 4-5      | 5-1      | 5-2      | 5-0      |         |
| 3    | Ivan Lund             | Australia        | 5        | 28 | 20 | 3-5      | 5-2      | X        | 5-4      | 5-4      | 0-5      | 5-0      | 5-0      |         |
| 4    | Jacques Debeur        | Belgio           | 4+1      | 31 | 22 | 3-5      | 4-5      | 4-5      | X        | 5-4      | 5-1      | 5-2      | 5-0      | 5-4     |
| 5    | Revaz Tsirek'idze     | Unione Sovietica | 4+0      | 31 | 23 | 3-5      | 5-4      | 4-5      | 4-5      | X        | 5-2      | 5-2      | 5-0      | 4-5     |
| 6    | Siha Sukarno          | Indonesia        | 2        | 18 | 25 | 1-5      | 1-5      | 5-0      | 1-5      | 2-5      | X        | 3-5      | 5-0      |         |
| 7    | Emiliano Camargo      | Colombia         | 2        | 17 | 28 | 1-5      | 2-5      | 0-5      | 2-5      | 2-5      | 5-3      | X        | 5-0      |         |
| 8    | Masayuki Sano         | Giappone         | 0        | 0  | 35 | 0-5      | 0-5      | 0-5      | 0-5      | 0-5      | 0-5      | 0-5      | X        |         |

| Pos. | Atleta                | Nazione     | Vittorie | SF | SC | Incontri | Incontri | Incontri | Incontri | Incontri | Incontri | Incontri | Incontri |
| Pos. | Atleta                | Nazione     | Vittorie | SF | SC | PEW      | CAR      | ACH      | STO      | ECH      | LEI      | MAS      |          |
| ---- | --------------------- | ----------- | -------- | -- | -- | -------- | -------- | -------- | -------- | -------- | -------- | -------- | -------- |
| 1    | Dick Pew              | Stati Uniti | 5        | 25 | 13 | X        | ND       | 5-4      | 5-1      | 5-1      | 5-3      | 5-4      |          |
| 2    | Per Carleson          | Svezia      | 4        | 24 | 13 | ND       | X        | 4-5      | 5-0      | 5-3      | 5-5      | 5-0      |          |
| 3    | Roger Achten          | Belgio      | 4        | 29 | 21 | 4-5      | 5-4      | X        | 5-0      | 4-5      | 5-4      | 5-3      |          |
| 4    | Richard Stone         | Australia   | 3        | 16 | 26 | 1-5      | 0-5      | 0-5      | X        | 5-3      | 5-4      | 5-3      |          |
| 5    | Emilio Echeverry      | Colombia    | 2        | 18 | 27 | 1-5      | 3-5      | 5-4      | 3-5      | X        | 1-5      | 5-3      |          |
| 6    | Jean-Fernand Leischen | Lussemburgo | 1        | 21 | 21 | 3-5      | 5-5      | 4-5      | 4-5      | 5-1      | X        | ND       |          |
| 7    | Santiago Massini      | Argentina   | 0        | 13 | 25 | 4-5      | 0-5      | 3-5      | 3-5      | 3-5      | ND       | X        |          |

| Pos. | Atleta                 | Nazione          | Vittorie | SF | SC | Incontri | Incontri | Incontri | Incontri | Incontri | Incontri | Incontri | Incontri |
| Pos. | Atleta                 | Nazione          | Vittorie | SF | SC | SCH      | WII      | FOR      | HOI      | ŪDR      | HAR      | JIM      |          |
| ---- | ---------------------- | ---------------- | -------- | -- | -- | -------- | -------- | -------- | -------- | -------- | -------- | -------- | -------- |
| 1    | Edy Schmit             | Lussemburgo      | 5        | 28 | 19 | X        | 3-5      | 5-2      | 5-3      | 5-4      | 5-2      | 5-3      |          |
| 2    | Rolf Wiik              | Finlandia        | 5        | 26 | 21 | 5-3      | X        | 1-5      | 5-4      | 5-2      | 5-4      | 5-3      |          |
| 3    | Carl Forssell          | Svezia           | 4        | 24 | 23 | 2-5      | 5-1      | X        | 2-5      | 5-4      | 5-4      | 5-4      |          |
| 4    | Kin Hoitsma            | Stati Uniti      | 3        | 23 | 21 | 3-5      | 4-5      | 5-2      | X        | 5-3      | 1-5      | 5-1      |          |
| 5    | Juozas Ūdras           | Unione Sovietica | 2        | 23 | 22 | 4-5      | 2-5      | 4-5      | 3-5      | X        | 5-0      | 5-2      |          |
| 6    | Laurence Harding-Smith | Australia        | 2        | 20 | 25 | 2-5      | 4-5      | 4-5      | 5-1      | 0-5      | X        | 5-4      |          |
| 7    | Luis Jiménez           | Messico          | 0        | 17 | 30 | 3-5      | 3-5      | 4-5      | 1-5      | 2-5      | 4-5      | X        |          |

### 2º Turno
Quattro gruppi eliminatori i primi quattro classificati accedevano alle semifinali.
| Pos. | Atleta              | Nazione       | Vittorie | SF | SC | Incontri | Incontri | Incontri | Incontri | Incontri | Incontri | Incontri | Barrage | Barrage | Barrage | Barrage |
| Pos. | Atleta              | Nazione       | Vittorie | SF | SC | MAN      | PEW      | FOR      | GRE      | RER      | HOS      | DEB      | PEW     | FOR     | GRE     | RER     |
| ---- | ------------------- | ------------- | -------- | -- | -- | -------- | -------- | -------- | -------- | -------- | -------- | -------- | ------- | ------- | ------- | ------- |
| 1    | Edoardo Mangiarotti | Italia        | 5        | 28 | 20 | X        | 5-3      | 5-4      | 3-5      | 5-2      | 5-4      | 5-2      |         |         |         |         |
| 2    | Dick Pew            | Stati Uniti   | 3+2      | 27 | 18 | 3-5      | X        | 5-0      | 5-2      | 5-1      | 5-5      | 4-5      | X       | 5-1     | ND      | 5-5     |
| 3    | Carl Forssell       | Svezia        | 3+2      | 20 | 22 | 4-5      | 0-5      | X        | 5-2      | 1-5      | 5-2      | 5-3      | 1-5     | X       | 5-2     | 5-3     |
| 4    | Émile Gretsch       | Lussemburgo   | 3+1      | 23 | 23 | 5-3      | 2-5      | 2-5      | X        | 4-5      | 5-3      | 5-2      | ND      | 2-5     | X       | 5-4     |
| 5    | Béla Rerrich        | Ungheria      | 3+0      | 20 | 23 | 2-5      | 1-5      | 5-1      | 5-4      | X        | 2-5      | 5-3      | 5-5     | 3-5     | 4-5     | X       |
| 6    | Bill Hoskyns        | Gran Bretagna | 1        | 22 | 27 | 4-5      | 5-5      | 2-5      | 3-5      | 5-2      | X        | 3-5      |         |         |         |         |
| 7    | Jacques Debeur      | Belgio        | 2        | 20 | 27 | 2-5      | 5-4      | 3-5      | 2-5      | 3-5      | 5-3      | X        |         |         |         |         |

| Pos. | Atleta             | Nazione          | Vittorie | SF | SC | Incontri | Incontri | Incontri | Incontri | Incontri | Incontri | Incontri | Incontri |
| Pos. | Atleta             | Nazione          | Vittorie | SF | SC | CAR      | QUE      | PAV      | BAL      | CHE      | HOI      | ACH      |          |
| ---- | ------------------ | ---------------- | -------- | -- | -- | -------- | -------- | -------- | -------- | -------- | -------- | -------- | -------- |
| 1    | Per Carleson       | Svezia           | 5        | 25 | 15 | X        | 0-5      | 5-2      | 5-2      | 5-1      | 5-2      | 5-3      |          |
| 2    | René Queyroux      | Francia          | 5        | 27 | 19 | 5-0      | X        | 2-5      | 5-2      | 5-4      | 5-4      | 5-4      |          |
| 3    | Carlo Pavesi       | Italia           | 3        | 22 | 23 | 2-5      | 5-2      | X        | 5-3      | 1-5      | 5-3      | 4-5      |          |
| 4    | Lajos Balthazár    | Ungheria         | 3        | 22 | 25 | 2-5      | 2-5      | 3-5      | X        | 5-4      | 5-2      | 5-4      |          |
| 5    | Arnol'd Černuševič | Unione Sovietica | 2        | 22 | 23 | 1-5      | 4-5      | 5-1      | 4-5      | X        | 3-5      | 5-2      |          |
| 6    | Kin Hoitsma        | Stati Uniti      | 2        | 21 | 27 | 2-5      | 4-5      | 3-5      | 2-5      | 5-3      | X        | 5-4      |          |
| 7    | Roger Achten       | Belgio           | 1        | 22 | 29 | 3-5      | 4-5      | 5-4      | 4-5      | 2-5      | 4-5      | X        |          |

| Pos. | Atleta             | Nazione       | Vittorie | SF | SC | Incontri | Incontri | Incontri | Incontri | Incontri | Incontri | Incontri | Incontri |
| Pos. | Atleta             | Nazione       | Vittorie | SF | SC | MOU      | DEL      | DEL      | SCH      | STR      | JAY      | STO      |          |
| ---- | ------------------ | ------------- | -------- | -- | -- | -------- | -------- | -------- | -------- | -------- | -------- | -------- | -------- |
| 1    | Armand Mouyal      | Francia       | 5        | 26 | 21 | X        | 1-5      | 5-2      | 5-3      | 5-4      | 5-3      | 5-4      |          |
| 2    | Ghislain Delaunois | Belgio        | 4        | 21 | 16 | 5-1      | X        | ND       | 1-5      | 5-5      | 5-4      | 5-1      |          |
| 3    | Giuseppe Delfino   | Italia        | 4        | 22 | 17 | 2-5      | ND       | X        | 5-4      | 5-3      | 5-1      | 5-4      |          |
| 4    | Edy Schmit         | Lussemburgo   | 3        | 24 | 24 | 3-5      | 5-1      | 4-5      | X        | 2-5      | 5-4      | 5-4      |          |
| 5    | Günter Stratmann   | Germania      | 2        | 25 | 25 | 4-5      | 5-5      | 3-5      | 5-2      | X        | 5-3      | 3-5      |          |
| 6    | Allan Jay          | Gran Bretagna | 1        | 20 | 28 | 3-5      | 4-5      | 1-5      | 4-5      | 3-5      | X        | 5-3      |          |
| 7    | Richard Stone      | Australia     | 1        | 21 | 28 | 4-5      | 1-5      | 4-5      | 4-5      | 5-3      | 3-5      | X        |          |

| Pos. | Atleta                | Nazione       | Vittorie | SF | SC | Incontri | Incontri | Incontri | Incontri | Incontri | Incontri | Incontri | Incontri |
| Pos. | Atleta                | Nazione       | Vittorie | SF | SC | REH      | SÁK      | SHU      | WII      | DAG      | LUN      | HOW      |          |
| ---- | --------------------- | ------------- | -------- | -- | -- | -------- | -------- | -------- | -------- | -------- | -------- | -------- | -------- |
| 1    | Berndt-Otto Rehbinder | Svezia        | 4        | 23 | 12 | X        | 3-5      | 5-0      | ND       | 5-3      | 5-3      | 5-1      |          |
| 2    | József Sákovics       | Ungheria      | 4        | 23 | 18 | 5-3      | X        | ND       | 5-2      | 3-5      | 5-4      | 5-4      |          |
| 3    | Skip Shurtz           | Stati Uniti   | 4        | 20 | 21 | 0-5      | ND       | X        | 5-3      | 5-4      | 5-5      | 5-4      |          |
| 4    | Rolf Wiik             | Finlandia     | 3        | 20 | 15 | ND       | 2-5      | 3-5      | X        | 5-2      | 5-1      | 5-2      |          |
| 5    | Daniel Dagallier      | Francia       | 2        | 22 | 25 | 3-5      | 5-3      | 4-5      | 2-5      | X        | 5-2      | 3-5      |          |
| 6    | Ivan Lund             | Australia     | 1        | 20 | 28 | 3-5      | 4-5      | 5-5      | 1-5      | 2-5      | X        | 5-3      |          |
| 7    | Michael Howard        | Gran Bretagna | 1        | 19 | 28 | 1-5      | 4-5      | 4-5      | 2-5      | 5-3      | 3-5      | X        |          |

### Semifinali
Due gruppi eliminatori i primi quattro classificati accedevano al girone finale.
| Pos. | Atleta              | Nazione     | Vittorie | SF   | SC | Incontri | Incontri | Incontri | Incontri | Incontri | Incontri | Incontri | Incontri | Barrage |
| Pos. | Atleta              | Nazione     | Vittorie | SF   | SC | QUE      | BAL      | MAN      | DEL      | DEL      | FOR      | SHU      | SCH      | Barrage |
| ---- | ------------------- | ----------- | -------- | ---- | -- | -------- | -------- | -------- | -------- | -------- | -------- | -------- | -------- | ------- |
| 1    | René Queyroux       | Francia     | 5        | 33   | 23 | X        | 4-5      | 4-5      | 5-4      | 5-2      | 5-3      | 5-2      | 5-2      |         |
| 2    | Lajos Balthazár     | Ungheria    | 5        | 32   | 23 | 5-4      | X        | 5-1      | 5-5      | 2-5      | 5-4      | 5-1      | 5-3      |         |
| 3    | Edoardo Mangiarotti | Italia      | 5        | 28   | 25 | 5-4      | 1-5      | X        | 5-1      | 2-5      | 5-4      | 5-2      | 5-4      |         |
| 4    | Giuseppe Delfino    | Italia      | 4+1      | 30   | 27 | 4-5      | 5-5      | 1-5      | X        | 5-5      | 5-4      | 5-2      | 5-1      | 5-2     |
| 5    | Ghislain Delaunois  | Belgio      | 4+0      | 30   | 24 | 2-5      | 5-2      | 5-2      | 5-5      | X        | 5-0      | 3-5      | 5-5      | 2-5     |
| 6    | Carl Forssell       | Svezia      | 1        | 25   | 31 | 3-5      | 4-5      | 4-5      | 4-5      | 0-5      | X        | 5-1      | 5-5      |         |
| 7    | Skip Shurtz         | Stati Uniti | 2        | 18   | 32 | 2-5      | 1-5      | 2-5      | 2-5      | 5-3      | 1-5      | X        | 5-4      |         |
| 8    | Edy Schmit          | Lussemburgo | 2        | 24,2 | 35 | 2-5      | 3-5      | 4-5      | 1-5      | 5-5      | 5-5      | 4-5      | X        |         |

| Pos. | Atleta                | Nazione     | Vittorie | SF | SC | Incontri | Incontri | Incontri | Incontri | Incontri | Incontri | Incontri | Incontri | Barrage | Barrage | Barrage |
| Pos. | Atleta                | Nazione     | Vittorie | SF | SC | PEW      | CAR      | PAV      | WII      | GRE      | MOU      | REH      | SÁK      | PAV     | WII     | GRE     |
| ---- | --------------------- | ----------- | -------- | -- | -- | -------- | -------- | -------- | -------- | -------- | -------- | -------- | -------- | ------- | ------- | ------- |
| 1    | Dick Pew              | Stati Uniti | 6        | 32 | 22 | X        | 2-5      | 5-3      | 5-2      | 5-2      | 5-4      | 5-4      | 5-2      |         |         |         |
| 2    | Per Carleson          | Svezia      | 5        | 33 | 26 | 5-2      | X        | 4-5      | 5-5      | 4-5      | 5-4      | 5-1      | 5-4      |         |         |         |
| 3    | Carlo Pavesi          | Italia      | 4+1      | 30 | 27 | 3-5      | 5-4      | X        | 4-5      | 3-5      | 5-2      | 5-2      | 5-4      | X       | ND      | 5-2     |
| 4    | Rolf Wiik             | Finlandia   | 4+1      | 31 | 28 | 2-5      | 5-5      | 5-4      | X        | 4-5      | 5-5      | 5-2      | 5-2      | ND      | X       | 5-4     |
| 5    | Émile Gretsch         | Lussemburgo | 4+0      | 25 | 29 | 2-5      | 5-4      | 5-3      | 5-4      | X        | 1-5      | 2-5      | 5-3      | 2-5     | 4-5     | X       |
| 6    | Armand Mouyal         | Francia     | 3        | 30 | 25 | 4-5      | 4-5      | 2-5      | 5-5      | 5-1      | X        | 5-2      | 5-2      |         |         |         |
| 7    | Berndt-Otto Rehbinder | Svezia      | 2        | 21 | 28 | 4-5      | 1-5      | 2-5      | 2-5      | 5-2      | 2-5      | X        | 5-1      |         |         |         |
| 8    | József Sákovics       | Ungheria    | 0        | 18 | 35 | 2-5      | 4-5      | 4-5      | 2-5      | 3-5      | 2-5      | 1-5      | X        |         |         |         |

### Girone finale
| Pos. | Atleta              | Nazione     | Vittorie | SF | SC | Incontri | Incontri | Incontri | Incontri | Incontri | Incontri | Incontri | Incontri |
| Pos. | Atleta              | Nazione     | Vittorie | SF | SC | PAV      | DEL      | MAN      | PEW      | BAL      | QUE      | CAR      | WII      |
| ---- | ------------------- | ----------- | -------- | -- | -- | -------- | -------- | -------- | -------- | -------- | -------- | -------- | -------- |
| B    | Carlo Pavesi        | Italia      | 5        | 29 | 20 | X        | 5-1      | 1-5      | 5-2      | 5-3      | 3-5      | 5-3      | 5-1      |
| B    | Giuseppe Delfino    | Italia      | 5        | 30 | 27 | 1-5      | X        | 5-2      | 4-5      | 5-5      | 5-3      | 5-3      | 5-4      |
| B    | Edoardo Mangiarotti | Italia      | 5        | 30 | 21 | 5-1      | 2-5      | X        | 5-0      | 3-5      | 5-3      | 5-3      | 5-4      |
| 4    | Dick Pew            | Stati Uniti | 4        | 25 | 28 | 2-5      | 5-4      | 0-5      | X        | 5-2      | 5-4      | 3-5      | 5-3      |
| 5    | Lajos Balthazár     | Ungheria    | 4        | 30 | 29 | 3-5      | 5-5      | 5-3      | 2-5      | X        | 5-4      | 5-3      | 5-4      |
| 6    | René Queyroux       | Francia     | 3        | 29 | 25 | 5-3      | 3-5      | 3-5      | 4-5      | 4-5      | X        | 5-0      | 5-2      |
| 7    | Per Carleson        | Svezia      | 2        | 22 | 29 | 3-5      | 3-5      | 3-5      | 5-3      | 3-5      | 0-5      | X        | 5-1      |
| 8    | Rolf Wiik           | Finlandia   | 0        | 19 | 35 | 1-5      | 4-5      | 4-5      | 3-5      | 4-5      | 2-5      | 1-5      | X        |

| Pos.    | Atleta              | Nazione | Vittorie | SF | SC | 1º Barrage | 1º Barrage | 1º Barrage | 2º Barrage | 2º Barrage | 2º Barrage |
| Pos.    | Atleta              | Nazione | Vittorie | SF | SC | PAV        | DEL        | MAN        | PAV        | DEL        | MAN        |
| ------- | ------------------- | ------- | -------- | -- | -- | ---------- | ---------- | ---------- | ---------- | ---------- | ---------- |
| Oro     | Carlo Pavesi        | Italia  | 3        | 19 | 12 | X          | 5-2        | 4-5        | X          | 5-5        | 5-0        |
| Argento | Giuseppe Delfino    | Italia  | 2        | 17 | 15 | 2-5        | X          | 5-2        | 5-5        | X          | 5-3        |
| Bronzo  | Edoardo Mangiarotti | Italia  | 1        | 10 | 19 | 5-4        | 2-5        | X          | 0-5        | 3-5        | X          |